# Hypobryon insigne
Hypobryon insigne är en svampart som beskrevs av Döbbeler & Menjívar 1992. Hypobryon insigne ingår i släktet Hypobryon, klassen Dothideomycetes, divisionen sporsäcksvampar och riket svampar.   Inga underarter finns listade i Catalogue of Life.